# Crisis de los espías entre Rusia y Georgia
El conflicto entre Georgia y Rusia comenzó cuando el gobierno de Georgia arrestó a cuatro oficiales rusos acusándolos de espiar en el país el 27 de noviembre de 2006. Los medios de comunicación occidentales y georgianos relatan que las relaciones entre las dos naciones postsoviéticas han empeorado considerablemente después de que Georgia y la OTAN estuvieron de acuerdo con sostener conversaciones sobre relaciones más cercanas.

## Fondo
Las relaciones ruso-georgianas en gran parte han sido consideradas como tensas después de noviembre de 2003 cuando la Revolución Rosa en Georgia trajo al líder prooccidental reformista Mijeíl Saakashvili para impulsar grandes reformas en este país. Rusia ha sido acusada activamente de minar las posiciones georgianas hacia el occidente y se le acusa de apoyar a separatistas en las regiones de Abjasia y Osetia del Sur.
En julio de 2006, la policía georgiana y fuerzas de seguridad tomaron el mando del Valle Kodori hasta ahora controlado por las milicias locales georgianas conducidas por el comandante rebelde Emzar Kvitsiani. Los funcionarios georgianos acusaron que los servicios de seguridad rusos están detrás de la crisis del 2006 en el Valle Kodori, mientras las autoridades rusas acusaron a Georgia de violación de los acuerdos de alto al fuego anteriores, desplegando una fuerza armada en el Valle. En septiembre de 2006, el área fue renombrada oficialmente por el gobierno georgiano en Abjasia Superior y declarada como "un centro temporal administrativo" de Abjasia hasta que el conflicto sea resuelto.

## Cronología
- El 27 de septiembre de 2006 se detiene a cuatro oficiales rusos de la inteligencia militar (GRU) y a por lo menos diez ciudadanos georgianos acusándoles de espionaje.
- El 29 de septiembre, Rusia propuso una condenación de resolución estricta ante "las provocaciones de Georgia" al Consejo de Seguridad de Naciones Unidas. Los Estados Unidos bloquearon el voto, sin embargo, la delegación de los EU no estuvo "satisfecha por el documento como está redactado", y así lo comunicó el embajador estadounidense John Bolton a las Naciones Unidas.
- El 29 de septiembre de 2006, el presidente Vladímir Putin se reúne con Sergey Bagapsh y Eduard Kokoity, los líderes secesionistas de Abjasia y Ossetia del Sur, respectivamente, que fueron invitados como “huéspedes extranjeros”, en las discusiones sobre el “desarrollo económico de Rusia meridional” recibiendo las protestas del lado georgiano
- El 30 de septiembre el gobierno de Rusia anunció que suspendía la retirada de sus tropas de Georgia, que se esperaba que fueran terminadas antes del 2008. El 1 de octubre, sin embargo, el presidente ruso Vladímir Putin pidió reasumir el retiro.
- El 2 de octubre, los oficiales rusos detenidos fueron entregados al Presidente en funciones de la OSCE Karel de Gucht quien llegó a Tiflis para las negociaciones con el gobierno georgiano.
- El 3 de octubre, Rusia suspende las comunicaciones por tierra y mar, y el transporte por aire, carretera y ferrocarril, además se suspenden los servicios postales con Georgia. El OSCE, Naciones Unidas, y EE. UU. visitaron Rusia para que negocie con Georgia y ambas tomen medidas para disminuir la tensión y restablezcan el transporte y las comunicaciones.

## Reacciones
Sergey Ivanov, ministro de Defensa y vice primer ministro, de Rusia denuncia a Georgia como estado “terrorista”, y acusa a los miembros de la OTAN de armar a Georgia para aplicar la “solución militar” a los conflictos secesionistas del país.Varios diputados de la Duma, especialmente Vladimir Zhirinovsky, impulsaron al gobierno para ejercer la presión económica y política en Georgia, y consideran la intervención militar. 
El 30 de septiembre, el Ministro de Asuntos Exteriores de Georgia Gela Bezhuashvili dijo que Rusia honre el acuerdo de la retirada. Él acusa al gobierno ruso de intentar asustar a los georgianos. Presidente Mikheil Saakashvili describió la reacción del gobierno ruso a las detenciones como “histeria. ”
El presidente Putin dijo, el 1 de octubre, que la detención en Georgia de cuatro oficiales del ejército ruso acusados de espionaje era “un acto de Terrorismo de Estado con toma de rehenes”, una declaración que fue minimizada por Saakashvili como "una reacción exagerada causada por el nerviosismo que ellos mismos han creado”.
Mientras tanto, varias organizaciones internacionales están intentando difundir el conflicto diplomático entre los dos lados. El 30 de septiembre, el representante de la Política Exterior y de Seguridad Común de la Unión Europea Javier Solana habló por el teléfono con Mikheil Saakashvili, impulsándolo encontrar una solución rápida y ofreciendo ayuda. La organización para la seguridad y la cooperación en Europa (OSCE), a la cual Georgia y Rusia pertenecen, abrogaron, el 1 de octubre, para que ambos lados abran un diálogo y busquen una solución pacífica al conflicto. El Presidente del OSCE Karel De Gucht dijo que él está listo para viajar a la región si es necesario y que asiste a los dos lados que estaban en conflicto para reducir las tensiones.
- Datos: Q2629322